# Manuela Stöberl
Manuela Stöberl (* 12. Juli 1980 in Donauwörth) ist eine deutsche Kanutin.

## Karriere
Stöberl begann 1991 beim Kanu Club Donauwörth mit dem Kanusport und begann 1997 mit dem Wildwasserrennsport im Einer-Kajak. Seit dem Jahr 2000 startet sie für den Kajak-Klub Rosenheim. 2004 wurde sie erstmals für die Nationalmannschaft im Wildwasserrennsport nominiert. 2008 gewann sie mit dem dritten Platz erstmals eine Einzel-Medaille bei der Weltmeisterschaft in Ivrea. 2012 feierte sie ihren größten sportlichen Erfolg mit dem Gewinn der Goldmedaille im Einer-Kajak (Einzel) bei der Weltmeisterschaft in La Plagne.
2004 schloss sie als Diplom-Ingenieurin der Biotechnologie (FH) an der Fachhochschule Weihenstephan ihr Studium ab und 2007 das Masterstudium „Technologie und Biotechnologie der Lebensmittel“ an der Technischen Universität München. Von 2014 bis 2018 war sie Geschäftsführerin der Studienfakultät Brau- und Lebensmitteltechnologie der TU München. Seit 2018 leitet sie das Campus Office des Wissenschaftszentrums Weihenstephan der TU München. Sie lebt in Langenbach bei Freising und hat eine Tochter.

## Erfolge
2015
- 1. Platz Europameisterschaft K1 Damen Team, Classic Banja Luka / BIH
- 2. Platz Europameisterschaft K1 Damen Einzel, Classic Banja Luka / BIH
- 4. Platz Europameisterschaft K1 Damen Einzel, Sprint Banja Luka / BIH
- 3. Platz Weltcup-Gesamtwertung K1 Damen

2014
- 6. Platz Weltmeisterschaft K1 Damen Einzel, Classic Sondrio / ITA
- 8. Platz Weltmeisterschaft K1 Damen Einzel, Sprint Sondrio / ITA

2013
- 1. Platz Europameisterschaft K1 Damen Einzel, Classic Bovec / SLO
- 2. Platz Europameisterschaft K1 Damen Team, Classic Bovec / SLO
- 3. Platz Europameisterschaft K1 Damen Team, Sprint Bovec / SLO
- 4. Platz Europameisterschaft K1 Damen Einzel, Sprint Bovec / SLO
- 2. Platz Weltmeisterschaft K1 Damen Team, Sprint Solkan / SLO
- 6. Platz Weltmeisterschaft K1 Damen Einzel, Sprint Solkan / SLO
- 1. Platz Weltcup-Gesamtwertung K1 Damen

2012
- 1. Platz Weltmeisterschaft K1 Damen Einzel, Classic La Plagne / FRA
- 1. Platz Weltmeisterschaft K1 Damen Team, Sprint La Plagne / FRA
- 2. Platz Weltmeisterschaft K1 Damen Team, Classic La Plagne / FRA
- 4. Platz Weltmeisterschaft K1 Damen Einzel, Sprint La Plagne / FRA

2011
- 1. Platz Europameisterschaft K1 Damen Team, Classic Kraljevo / SER
- 2. Platz Europameisterschaft K1 Damen Team, Sprint Kraljevo / SER
- 3. Platz Europameisterschaft K1 Damen Einzel, Classic Kraljevo / SER
- 1. Platz Weltmeisterschaft K1 Damen Team, Sprint Augsburg / GER
- 5. Platz Weltmeisterschaft K1 Damen Einzel, Sprint Augsburg / GER

2010
- 3. Platz Weltmeisterschaft K1 Damen Team, Classic Sort / ESP

2009
- 1. Platz Europameisterschaft K1 Damen Team, Classic Sondrio / ITA
- 4. Platz Europameisterschaft K1 Damen Einzel, Sprint Sondrio / ITA

2008
- 3. Platz Weltmeisterschaft K1 Damen Einzel, Classic Ivrea / ITA
- 2. Platz Weltmeisterschaft K1 Damen Team, Classic Ivrea / ITA
- 3. Platz Weltmeisterschaft K1 Damen Team, Sprint Ivrea / ITA

2007
- 2. Platz Europameisterschaft K1 Damen Team, Classic Bihac / BIH